# Zunzunegui (apellido)
Zunzunegui es un apellido vasco de Guipúzcoa (norte de España) de etimología euskera.

## Historia
El apellido Zunzunegui está ampliamente extendido por todo el País Vasco, y cuenta con más de doce casas blasonadas. Este linaje aparece registrado en el Nomenclátor de Apellidos Vascos de la Real Academia de la Lengua Vasca y su origen se sitúa principalmente en San Sebastián y Tolosa. También se sabe que fundó casas solares en otras regiones de España, como Cantabria (Torrelavega), Galicia (Vigo y La Coruña), Castilla (Madrid), La Rioja y Aragón. Es importante destacar que, en el reino de Navarra, se habló euskera hasta el siglo XVII, lo que permitió que muchos apellidos vascos se establecieran en distintas partes del territorio español. Este antiguo y noble linaje se expandió notablemente, dejando su legado en lugares como el Señorío de Vizcaya, Cantabria y Castilla, donde fundaron nuevas casas.

### Libros de Referencia
Apellidos Vascos-diccionario etimológico", escrita por Endika de Mogrobejo.
Apellidos Vascos-diccionario etimológico", escrita por Endika de Mogrobejo. Varios. 28 de marzo de 1994. ISBN 8430081143.
- Datos: Q131395873